# Tobias Scherbarth
Tobias Scherbarth (ur. 17 sierpnia 1985 w Lipsku) – niemiecki lekkoatleta, skoczek o tyczce.

## Osiągnięcia
- 5. miejsce podczas młodzieżowych mistrzostw Europy (Debreczyn 2007)[1]
- 3. miejsce w halowym pucharze Europy (Moskwa 2008)
- 9. miejsce podczas halowych mistrzostw Europy (Praga 2015)
- 7. miejsce podczas mistrzostw świata (Pekin 2015)
- 19. miejsce w eliminacjach i brak awansu do finału podczas mistrzostw Europy (Amsterdam 2016)
- medalista mistrzostw kraju

## Rekordy życiowe
- skok o tyczce (stadion) – 5,75 (2016)
- skok o tyczce (hala) – 5,76 (2009)